# 260e régiment d'infanterie territoriale
Le 260e régiment d'infanterie territoriale est un régiment d'infanterie territoriale de l'Armée de terre française qui a participé à la Première Guerre mondiale.

## Chefs de corps
- 3 août - 11 octobre 1915 : lieutenant-colonel Petitgérard[1]
- 13 octobre 1915 - 8 avril 1916 : lieutenant-colonel Amestoy[1]
- 8 - 9 avril 1916 : commandant Gevrey[2]

## Historique des garnisons, combats et batailles du260eRIT

### Première Guerre mondiale

#### Affectations
- 103e division d'infanterie territoriale d'août 1915 à mars 1916.

#### 1915
Créé le 2 août 1915, à partir d'un bataillon du 60e territorial, d'un bataillon du 40e territorial et d'un bataillon du 35e territorial. Il compte alors 2 346 hommes.
Le drapeau du régiment lui est confié le 30 août 1915.

#### 1916
Dissout le 9 avril 1916, les soldats rejoignent des bataillons d'étapes.

## Drapeau
Il porte, cousues en lettres d'or dans ses plis, les inscriptions suivantes :
- La Somme 1916

## Personnages célèbres ayant servi au260eRIT
- Albert Thibaudet, écrivain[8].

### Sources et bibliographie
- Historique du 260e régiment territorial d'infanterie, Mâcon, Protat Frères, 1920 (lire en ligne)